# سهره نیزار دم‌دراز
سهره نیزار دم‌دراز (نام علمی: Donacospiza albifrons) نام یک گونه از راسته گنجشک‌سانان است.